# Bush House
A Bush-ház (angolul Bush House) az Aldwych és a Strand között található épület London belső részén, Westminsterben. Ez az épület ad otthont a BBC World Service-nek, ami az épület öt szárnya közül négyet használ. Az ötödik, délnyugati szárny az adó- és illetékhivatalé. Az épület különböző szárnyait különböző időpontokban, 13 év alatt adták át.
- 1923: Központi Rész
- 1928: Északnyugati szárny
- 1929: Északkeleti szárny
- 1930: Délkeleti szárny
- 1935: Délnyugati szárny

Ezt a ma már ízig-vérig brit épületet eredetileg amerikai magánszemélyek és cégek tervezték, építtették, és használták. Irving T. Bush tervei alapján kezdték meg az épület építését 1919-ben. Az eredeti elképzelések alapján nagy kereskedelmi centrumnak kezdték el építeni. A kivitelezésért az amerikai Harvey W. Corbett volt felelős.
Az épületet nagy ünnepség közepette Arthur Balfour adta át 1925. július 4-én. Az előcsarnokban lévő két szobrot Malvina Hoffman amerikai művész leplezte le. A szobrok a brit–amerikai barátságot szimbolizálják, az épület elején pedig a következő szöveg olvasható angolul: „Az angolul beszélő emberek barátságának szentelve” (Dedicated to the friendship of English-speaking people). 1929-ben ezt az épületet nyilvánították a világ legdrágább épületének.
Miután 1940. december 8-án megsérült a Broadcasting House, a BBC European Service osztálya beköltözött az épület délnyugati szárnyába, amit 1958-ban az Overseas Service is követett.
A BBC szerződése a Kato Kagakuval, az épület japán tulajdonos cégével 2010-ben lejárt. A cég tervei szerint a World Service átköltözik a Broadcasting House-ba, annak kibővítése és restaurálása után. 2005 októberében a cég bejelentette, hogy 2007-ben elkezdi sugározni adásait külön arab nyelvű csatornán is, aminek itt lenne a központja.

## Külső hivatkozások
- World Service: Bush House
- h2g2: Bush House
- The BBC Story: Bush House Archiválva 2012. július 16-i dátummal a Wayback Machine-ben
- "World Service staff bid farewell to iconic Bush House", World Radio and TV, BBC News.